# Deane (Hampshire)
Pour les articles homonymes, voir Deane.
Deane est un hameau et une paroisse civile du comté de Hampshire, en Angleterre, situé à proximité immédiate de Steventon, le village natal de Jane Austen. Son nom figure dans le nom du borough (district non métropolitain) auquel il appartient, Basingstoke and Deane.

## Administration
La paroisse civile fait partie du conseil d'arrondissement du ward d'Oakley and North Waltham au sein du district de Basingstoke et Deane. Ce conseil d'arrondissement dépend lui-même du conseil du comté non métropolitain du Hampshire.

## Géographie
La paroisse est entourée de plusieurs autres paroisses : celle de Kingsclere au nord, d'Hannington au nord-est, d'Oakley à l'est, de Dummer au sud-est, de North-Waltham au sud, de Steventon au sud-ouest et d'Overton au nord-ouest.